# Howard Finkel
Howard Finkel (Newark, 7 giugno 1950 – Madison, 16 aprile 2020) è stato un commentatore e annunciatore di wrestling statunitense, noto per i suoi trascorsi in WWE tra il 1977 e il 2020.
Insieme a Gene Okerlund fu uno degli annunciatori storici della WWF, federazione in cui ha lavorato ininterrottamente per trentatré anni, ricoprendo vari ruoli. Nell'aprile del 2009 fu introdotto nella WWE Hall of Fame.

## Biografia

### World Wrestling Federation (1977–2002)
Finkel, nativo di Newark nel New Jersey, iniziò la sua carriera di speaker annunciando i contendenti durante diversi spettacoli di wrestling tenutisi al Madison Square Garden nel 1977. Nel 1979, venne assunto come primo dipendente della neonata World Wrestling Federation, e divenne l'annunciatore degli eventi WWF. Attraverso tre decenni, la riconoscibile voce di Finkel fu uno dei marchi di fabbrica dei programmi WWF. Una delle sue particolarità era l'abitudine, nell'annunciare un nuovo campione dopo un passaggio di titolo, il porre una forte enfasi sulla parola "New" in modo da scatenare l'entusiasmo del pubblico.
Come annunciatore, venne generalmente lasciato fuori dalle varie storyline che coinvolgevano i wrestler della federazione, ma occasionalmente entrò a farne parte come nel 1992 quando fu assalito da Kamala. Inoltre, il 20 marzo 1994 a WrestleMania X spinse al tappeto il manager Harvey Wippleman, dopo che quest'ultimo lo insultò. L'episodio portò a un feud tra i due che culminò nel primo match di Finkel su un ring. Il 9 gennaio 1995, si scontrò con Harvey Wippleman in un Tuxedo Match a Monday Night Raw; che riuscì a vincere riducendo in mutande Wippleman.
Fu coinvolto anche in un feud tra X-Pac e Jeff Jarrett dopo che Jarrett gli rasò la testa. A SummerSlam 1998 Finkel fu nell'angolo di X-Pac nel suo match contro Jarret. X-Pac vinse l'incontro e Finkel si vendicò aiutandolo a rasare Jarrett.
Nell'agosto 1999, divenne un seguace del debuttante Chris Jericho. Il 26 agosto 1999, durante la prima puntata di SmackDown!, Jericho persuase Finkel ad attaccare l'annunciatore di SmackDown! Tony Chimel per riprendersi il suo ruolo di annunciatore principale.

### Apparizioni sporadiche (2002–2012)
Si rivide a sorpresa alle Survivor Series 2011, incaricato come annunciatore speciale di CM Punk e ritornò anche a WrestleMania XXVIII.

### Morte
Colpito da ictus nel 2019, morì il 16 aprile 2020 all'età di 69 anni.

## Titoli e riconoscimenti
- WWE
  - WWE Hall of Fame (2009)
- Wrestling Observer Newsletter
  - Wrestling Observer Newsletter Hall of Fame (2018)